# フィルハーモニック・ウインズ大阪
フィルハーモニック・ウインズ大阪（フィルハーモニック・ウインズおおさかん、Osakan Philharmonic Winds）は、日本のプロの吹奏楽団。通称「オオサカン」。

## 概要
- 1999年に設立。2006年に日本初のNPO法人のプロフェッショナル吹奏楽団となり、2011年に豊能町教育委員会と「教育・文化・芸術等の振興」に関する協定を結び、豊能町立ユーベルホールを本拠地として活動している。
- いずみホールでの「定期演奏会」を中心に、吹奏楽の新たな可能性を追求し続け、様々なレパートリーを意欲的に取り入れた演奏会を多数企画・実施。特に、毎年11月に無料開催している「秋の音楽会」には2000人を超える聴衆が集まっている。一方、CDレコーディングも積極的に行い、「オオサカン・ライブ・コレクション」や「ええとこどり」シリーズなどが、「月刊レコード芸術」誌において特選盤に選ばれるなど高い評価を受けており、リリースしたCDの枚数は50枚を超えている。2014年には世界最大のレパートリーを誇るクラシック音楽レーベルNAXOS（ナクソス）より日本の吹奏楽団として初めてCDがリリースされる。2020年1月に自主レーベル「Osakan Recordings」を立ち上げた。
- 2009年に初の海外公演となる「第14回世界吹奏楽大会(WASBE)」（アメリカ・シンシナティ）にアジア代表として出演。2018年5月に開催された「第49回日本吹奏楽指導者クリニック」のファイナルコンサートに出演。また、2019年12月に開催された「第73回ミッドウエスト・クリニック」（アメリカ・シカゴ）のファイナルコンサートへ招聘を受け、クリニック史上最高の公演と称賛を得た。
- 2005年より元大阪市音楽団団長の木村吉宏が音楽監督（2021年より名誉音楽監督）に、2011年からオリタノボッタがミュージックアドバイザーに、2013年からヤン・ヴァンデルローストが首席客演指揮者に、2018年1月に松尾共哲が正指揮者に就任。
- 2024年に創立25周年を迎え、4月に松尾共哲が常任指揮者に就任。

## 指揮者
- 木村吉宏 - 音楽監督（2005年〜）、名誉音楽監督（2021年〜）
- オリタノボッタ - ミュージックアドバイザー（2011年〜）
- ヤン・ヴァン・デル・ロースト - 首席客演指揮者（2013年〜）
- 松尾共哲 - 正指揮者（2018年〜）、常任指揮者（2024年〜）